# FlatOut: Ultimate Carnage
FlatOut: Ultimate Carnage est un jeu vidéo de course sorti en 2007 sur Xbox 360 puis en 2008 sur PC (Windows). Le jeu a été développé par Bugbear Entertainment puis édité par Empire Interactive. C'est la version HD de FlatOut 2, les circuits et voitures sont tous identiques, à part deux nouveaux véhicules Derby (Bonecracker et Grinder) et une refonte des autres (nouveaux spoilers, phares etc.).

## Différences notables avecFlatOut 2
- Deux nouveaux véhicules Derby
- Le nombre de concurrents dans une course est passé à 12
- Un nouveau mode fait son apparition : le mode Carnage qui consiste en une série de 36 défis (course, timebomb, cascade, contre la montre...). Chaque défi possède un objectif à atteindre. Lorsqu'il est atteint, il permet de débloquer d'autres défis et certaines fois, d'autres bonus comme des voitures et des véhicules spéciaux (Truck, bus scolaire...)

## Multijoueur
FlatOut: Ultimate Carnage n'a pas de mode LAN mais permet en contrepartie de se connecter sur la plateforme Windows Live (Games for Windows - Live) via internet et permet de jouer jusqu'à 8 joueurs.

## Bande son
La bande son de Flatout: Ultimate Carnage est composée de vingt chansons. Certaines sont jouées dans les épreuves, alors que d'autres sont jouées dans le menu.
- 32 Leaves - Waiting (Menu)
- Art Of Dying - You Don't Know Me (Épreuves)
- A Static Lullaby - Hang 'Em High (Épreuves)
- Dead Poetic - Narcotic (Épreuves)
- Everything At Once - Boys On The Hill (Menu)
- Hypnogaja - They Don't Care (Menu)
- Kazzer - Fueled By Adrenaline (Épreuves)
- Luna Halo - I'm Alright (Épreuves)
- Manafest - Wanna Know You (Épreuves)
- No Connection - Feed The Machine (Épreuves) et The Last Revolution (Épreuves)
- Opshop - Nothing Can Wait (Menu)
- Point Defiance - Union Of Nothing (Menu)
- Riverboat Gamblers - True Crime (Épreuves)
- Sasquatch - Believe It (Épreuves)
- Supermercado - Ditch Kitty (Épreuves)
- The Classic Crime - Blisters And Coffee (Épreuves)
- The Sleeping - Listen Close (Épreuves)
- The White Heat - This Is My Life (Épreuves)
- This Is Menace - Cover Girl Monument (Épreuves)